# Бураго-ди-Мольгора
Бураго-ди-Мольгора (итал. Burago di Molgora) — коммуна в Италии, в провинции Монца-э-Брианца области Ломбардия.
Население составляет 4090 человек, плотность населения составляет 1363 чел./км². Занимает площадь 3 км². Почтовый индекс — 20040. Телефонный код — 039.
Покровителями коммуны почитаются святые Вит и Модест. Имеется храм, освящённый в их честь.